# Giải vô địch bóng đá thế giới 1966 (Bảng 1)
Bảng 1 Giải vô địch bóng đá thế giới 1966 bắt đầu từ ngày 11 tháng 7 năm 1966 và kết thúc vào ngày 20 tháng 7 năm 1966. Anh đứng đầu bảng và Uruguay đứng nhì bảng, và giành quyền chơi trận tứ kết. México và Pháp đều bị loại.

## Bảng xếp hạng
| Team    | Pld | W | D | L | GF | GA | GD | Pts |
| ------- | --- | - | - | - | -- | -- | -- | --- |
| Anh     | 3   | 2 | 1 | 0 | 4  | 0  | +4 | 5   |
| Uruguay | 3   | 1 | 2 | 0 | 2  | 1  | +1 | 4   |
| México  | 3   | 0 | 2 | 1 | 1  | 3  | –2 | 2   |
| Pháp    | 3   | 0 | 1 | 2 | 2  | 5  | –3 | 1   |